# ادوردو كوتينهو
ادواردو كوتينهو (بالبرتغالية:Eduardo Coutinho) ، هو مخرج برازيلي، من مواليد 11 مايو 1933م، وقتل في 2 فبراير 2014م، عمل كاتباً ومخرجا للأفلام وممثلاً، وقتل على يد ابنه في اليوم الثاني من فبراير عام 2014م.